# Meld (software)
Meld es un programa de software libre de GNOME, para la visualización y mezcla de diferencias entre ficheros y directorios en un entorno gráfico. Permite a los usuarios ver una diferencia de dos o más ficheros de manera visual con coloración de código de diferentes líneas. También tiene la capacidad de trabajar con diferencias entre versiones en CVS u otros repositorios de control de versiones.

## Dependencias
Las dependencias para Meld 3.22.2 son las siguientes:
- Python 3.4
- GTK+ 3.20
- GLib 2.36
- PyGObject 3.20
- GtkSourceView 3.20
- pycairo